# Dodgeball: A True Underdog Story
Dodgeball: A True Underdog Story (Brasil: Com a Bola Toda / Portugal: Uma Questão... de Bolas) é um filme de comédia do ano de 2004.

## Sinopse
Conta a história de Peter La Fleur (Vince Vaughn) tentando salvar a sua academia, a Average Joe's, em um campeonato de dodgeball, sendo que seu principal concorrente é White Goldman (Ben Stiller), da Globo Gym.

## Elenco
- Vince Vaughn - Peter LaFleur
- Christine Taylor - Kate Veatch
- Ben Stiller - White Goodman
- Rip Torn - Patches O'Houlihan
  - Hank Azaria - Patches jovem
- Justin Long - Justin Redman
- Stephen Root - Gordon Pibb
- Alan Tudyk - Steve Pirata
- Joel David Moore - Owen Dittman
- Chris Williams - Dwight Baumgarten
- Missi Pyle - Fran Stalinovskovichdaviddivichski
- Jamal Duff - Me'Shell Jones
- Gary Cole - Cotton McKnight
- Jason Bateman - Pepper Brooks
- Al Kaplon - O Árbitro
- William Shatner - Chanceler do campeonato de Dodgeball
- Julie Gonzalo - Amber
- Trever O'Brien - Derek
- Rusty Joiner - Blade
- Kevin Porter - Lazer
- Brandon Molale - Blazer
- Curtis Armstrong - Mr. Ralph
- Scarlett Chorvat - Joyce
- Lori Beth Denberg - Martha Johnstone
- Cayden Boyd - Timmy
- Bob Cicherillo - Rory (uncredited)
- Patton Oswalt - Video Store Clerk (uncredited)

### Participações especiais
- Lance Armstrong - Ele mesmo
- Chuck Norris - Ele mesmo
- David Hasselhoff - Ele mesmo como treinador da equipe alemã

## Recepção da crítica
Dodgeball - A True Underdog Story teve recepção favorável por parte da crítica especializada. Com tomatometer de 70% em base de 161 críticas, o Rotten Tomatoes publicou um consenso: “Orgulhosamente profano e esplendidamente bobo, Dodgeball é um sucessor espiritual digno para as comédias goofball da década de 1980”. Tem 76% de aprovação por parte da audiência, usada para calcular a recepção do público a partir de votos dos usuários do site.

## Ligações Externas
- «Site oficial»
- Dodgeball: A True Underdog Story. no IMDb.
- Dodgeball: A True Underdog Story no AllMovie (em inglês)
- Dodgeball: A True Underdog Story no AdoroCinema
- «Dodgeball: A True Underdog Story» (em inglês) no Rotten Tomatoes